# Richard Morison

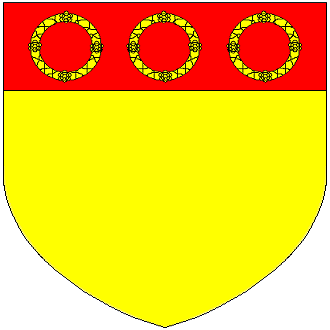
Wappen des Sir Richard Morison

Sir Richard Morison (auch Morrison oder Morysine) (* um 1513; † 17. März 1556) war ein englischer humanistischer Gelehrter und Diplomat. Er war ein Schützling Thomas Cromwells, Propagandist in Diensten Heinrichs VIII. und später Englands Botschafter bei Karl V. für Eduard VI.

## Leben
Richard Morrison war der zweite Sohn des Thomas Morison, Gutsherr von Sandon in Hertfordshire, und einer Tochter Thomas Merry, Gutsherr von Hatfield in Hertfordshire. Er hatte einen älteren Bruder, 
Thomas Morison, der die Ländereien des Vaters erbte, und eine Schwester, Amy Morison, die den Unterhausabgeordneten Stephen Hales († 1574), Bruder des John Hales, heiratete.
Morrison besuchte das Cardinal College der Universität Oxford um 1526 und lernte Nicholas Udall kennen, der Schulleiter des Eton Colleges wurde. Er graduierte um 1527 in Oxford zum Baccalaureus Artium und trat in den Dienst Thomas Wolseys; aber verließ diesen schnell wieder, besuchte Hugh Latimer in Cambridge und ging nach Italien, um Griechisch zu studieren. Er besuchte die Universität Padua 1532, lernte Michael Throckmorton kennen. In Italien hatten diese jungen Humanisten Verbindungen zu einer Gruppe von Reformern, die später „spirituali“ genannt wurde, die Morison aufgrund von Kontakten mit Edmund Harvel und Bischof Cosimo Gheri traf. Er wurde zu einem kompetenten, aber verarmten Gelehrten in Venedig und Padua, behielt ein Interesse an Literatur und bekam calvinistische Ansichten.
Im Februar 1536 schrieb er Thomas Cromwell, dass er wünsche, etwas anderes zu tun, als ärmlich in Italien zu leben. Cromwell berief ihn heim und stellte ihm eine offizielle Berufung aus. Morison und Throckmorton nahmen entgegengesetzte religiöse Positionen ein: Während Throckmorton Gefolgsmann Reginald Poles wurde, kehrte Morison nach England zurück, um Heinrichs VIII. Propagandist zu werden, und produzierte eine „Maßnahme gegen Aufruhr“ als Reaktion auf die Pilgrimage of Grace. Cromwell nutzte einen ganzen Zirkel „diverser frischer intelligenter Personen“, dies schloss auch Nicholas Udall, John Bale, John Heywood, William Marshall, John Rastell, Thomas Starkey, Richard Taverner and John Uvedale mit ein.
Am 17. Juli 1537 wurde er Domherr von Yatminster in der Kathedrale von Salisbury und zog Nutzen aus der Auflösung der englischen Klöster. Er erhielt die Führung der Hospitäler von St. James, Northallerton in Yorkshire, und St. Wulstan, Worcester. 1541 soll ihm der König die Bücherei der Karmeliten in London übertragen haben. 1539 erhielt er das prestigeträchtige Hofamt eines Gentleman of the Privy Chamber, was ihm uneingeschränkten Zugang zum König verschaffte.
1546 ging Morison als Botschafter zur Hanse. Zu Heinrichs VIII. Tod wurde er 1547 zum König Dänemarks geschickt, um Eduards VI. Thronbesteigung zu verkünden. Nach seiner Rückkehr nach England wurde er 1547 als Abgeordneter für das Borough Wareham in Dorset ins Unterhaus des englischen Parlaments gewählt. Am 8. Mai 1549 wurde er beauftragt, die Universität Oxford zu besuchen, und wurde vor Juni 1550 zum Knight Bachelor geschlagen. 1550 ersetzte Morison Philip Hoby als Botschafter beim römisch-deutschen Kaiser. Er ging mit seinem Sekretär Roger Ascham, die täglich zusammen Griechisch lasen. Morison hatte viel Arbeit, aber fand auch Zeit, mit Ascham, der 1553 einen Bericht über deren Erlebnisse namens A Report of the Affaires of Germany („Ein Bericht über die Angelegenheiten in Deutschland“) veröffentlichte, in Deutschland zu reisen. Der Kaiser beschwerte sich häufig durch Morison über das Verhalten gegen Prinzessin Maria; und er mochte insgesamt Morison nicht, der die Gewohnheit hatte, gegenüber seinem Haushalt Bernardino Ochinos Predigten oder Niccolò Machiavellis Werke „zum Zwecke der Sprache“ zu lesen.
Nach Eduards Tod wurde Morison zurückgerufen. Am 5. August 1553 wurden er und Sir Philip Hoby wegen einer Affäre abberufen: Sie hatten in einem Brief auf Guildford Dudley als König angespielt. Im folgenden Jahre zog sich Morison mit John Cheke und Anthony Cooke nach Straßburg zurück und verbrachte seine Zeit mit Studien unter Peter Martyr, dessen Schirmherr er in Oxford war. Er war Anfang 1555 in Brüssel, er soll auch nach Italien gelangt sein, er starb in Straßburg am 17. März 1556.
Morison starb als reicher Mann und hatte begonnen, das Landhaus Cashiobury in Watford, Hertfordshire zu bauen.

## Werke
Morison schrieb:
- Apomaxis Calumniarum, London 1537, einen Angriff auf Johannes Cochläus, der Heinrich VIII. kritisiert hatte und mit Scopa in Araneas Ricardi Morison Angli, Leipzig 1538, antwortete.
- eine Übersetzung der Epistel Johannes Sturms, London 1538.
- An Invective ayenste the great detestable vice, Treason, London 1539.
- The Strategemes, Sleyghtes, and Policies of Warre, gathered together by S. Julius Frontinus, London 1539; Übersetzung eines Werkes von Sextus Iulius Frontinus.
- eine Übersetzung des Werkes Ad sapientiam introductio von Johannes Ludwig Vives, London 1540 und 1544, Gregory Cromwell gewidmet.[2]

Angeblich schrieb er auch Comfortable Consolation for the Birth of Prince Edward, rather than Sorrow for the Death of Queen Jane nach dem Tode Jane Seymours  am 24. Oktober 1537. Auch A Defence of Priests’ Marriages (möglicherweise zwischen 1549 und 1553 erschienen) wird gelegentlich ihm zugeschrieben.
Als Handschrift existieren Maxims and Sayings, Sloane MS. 1523; A Treatise of Faith and Justification, Harl. MS. 423 (4) und Account of Mary's Persecution under Edward VI, Harl. MS. 353. Morison schlug Heinrich VIII. vor, die beliebten Robin-Hood-Theaterstücke zugunsten anti-katholischer Propaganda zu verdrängen. Seine Haltung erscheint in einem Manuskript mit Namen A Discourse Touching the Reformation of the Lawes of England (1535) klar:

“Howmoche better is it that those [Romish] plaies shulde be forbodden and deleted and others dyvysed to set forthe and declare lyvely before the peoples eies the abhomynation and wickedness of the bishop of Rome, monks, friers, nuns, and suche like … Into the commen people thynges sooner enter by the eies, then by the eares: remembryng more better that they see then that they here.”

„Wie viel besser ist es, dass jene [römischen] Spiele verboten und getilgt und anders erdacht werden sollen, um vor der Menschen Augen den Gräuel und die Boshaftigkeit des Bischofs von Rom, von Mönchen, Nonnen und dergleichen darzulegen und lebhaft zu erklären. Dinge erreichen die normalen Menschen eher durch die Augen als die Ohren: Sie erinnern sich mehr an das, was sie sehen, denn an das, was sie hören.“

## Ehe und Nachkommen
Morison heiratete 1546 Hon. Bridget Hussey (um 1525–1601), eine Tochter des John Hussey, 1. Baron Hussey; nach Morisons Tod heiratete sie noch zweimal, 1561 Henry Manners, 2. Earl of Rutland, und 1566 Francis Russell, 2. Earl of Bedford. Mit ihr hatte Morison drei Kinder:
- Sir Charles Morison († 1599), ⚭ Dorothy Clerke;
- Jane Morison, ⚭ (1) Edward Russell, Lord Russell, Sohn des Francis Russell, 2. Earl of Bedford, ⚭ (2) Arthur Grey, 14. Baron Grey de Wilton;
- Elizabeth Morison, ⚭ (1) Hon. William Norreys, Sohn des Henry Norreys, 1. Baron Norreys, ⚭ (2) Henry Clinton, 2. Earl of Lincoln.

Sein Sohn Charles ließ seinen Landsitz Cashiobury in Watford fertig bauen. Dieser fiel später durch die Hochzeit von Charles’ Enkelin Elizabeth mit Arthur Capell, 1. Baron Capell of Hadham, an die Familie Capel(l) fiel.
Laut Anthony Wood hinterließ Morison uneheliche Kinder. Von seiner Geliebten Lucy Peckham († 31. Juli 1552), der Tochter Thomas Peckhams und Ehefrau Sir George Harpers († 12. Dezember 1558), hatte Morrison wohl einen Sohn und drei Töchter. Laut dem „Verhör nach dem Tod“, durchgeführt am 18. Oktober 1560, waren diese Kinder Marcellus Harper († 1. Februar 1559); Frances, die William Patrickson heiratete; Mary, die Bartholomew Hales, Bruder des John Hales, heiratete; und Anne, die unverheiratet starb.